# Тимчасова армія США
Тимчасова армія США (англ. Provisional Army of the United States) — різновид армії Сполучених Штатів, що існувала паралельно з кадровою армією держави за рішенням Конгресу в період з травня 1798 по червень 1800 року під командуванням генерала Джорджа Вашингтона.

## Історія
Тимчасова армія США була створена як друга постійна армія, яка існувала одночасно з армією США, головним чином через політичні занепокоєння щодо збільшення чисельності останньої. Створена після початку неоголошеної війни між США та Францією з оголошенням призову, на відміну від армії Сполучених Штатів, який діяв лише на час «існуючих розбіжностей між Сполученими Штатами та Французькою Республікою». Крім того, попри те, що ці війська були федеральними силами, у них були солдати, яким не дозволялося служити за межами штатів, у яких вони були завербовані; у цьому відношенні це було схоже на державні ополчення.
П'ятий Конгрес уповноважив президента США Джона Адамса сформувати Тимчасову армію до літа 1798 року та її повторним збиранням наступної зими. Однак Адамс призначив лише сім офіцерів до того, як закінчився термін його повноважень щодо найму персоналу до Тимчасової армії. Жодного значущого набору не відбулося, і було прийнято нове законодавство для створення ще однієї армії, Майбутньої армії Сполучених Штатів (англ. Eventual Army of the United States), до якої були передані всі неукомплектовані полки Тимчасової армії.
Тимчасова армія США офіційно була розпущена 15 червня 1800 року.
Командувачем Тимчасової армії був Джордж Вашингтон, який отримав звання генерал-лейтенанта та посаду «головнокомандувача всіма арміями Сполучених Штатів», що дало йому повну владу як над Тимчасовою армією США, так і над кадровою армією США. Старіючий Вашингтон прийняв призначення за умови, що він може залишатися на усамітненій пенсії в Маунт-Вернон, поки він дійсно не стане потрібен. Серед інших офіцерів Тимчасової армії були генерал-майор Александер Гамільтон (генеральний інспектор), бригадний генерал Вільям Норт (генерал-ад'ютант) і доктор Джеймс Крейк (генеральний лікар).
На папері Тимчасова армія складалася з одного кавалерійського полку та дванадцяти піхотних полків.